# George O. Petrie
George O. Petrie (* 16. November 1912 in New Haven, Connecticut, USA; † 16. November 1997 in Los Angeles, Kalifornien, USA) war ein US-amerikanischer Schauspieler.

## Karriere
Petrie gab 1944 sein Debüt als Filmschauspieler im Kriegsfilm Winged Victory. In den ersten Jahren seiner Karriere kannte man ihn unter dem Namen George Petrie, später kam das O hinzu. Im klassischen Hollywood-Kino war er in Filmen neben Stars wie Simone Signoret, Karl Malden, Maureen O’Hara, Natalie Wood und Dana Andrews zu sehen. Während er in Filmen stets auf Nebenrollen beschränken musste, war er ab den 1950er-Jahren ein gefragter Fernsehschauspieler und erhielt dort mitunter auch größere Rollen. Der Schauspieler war von 1979 bis 1991 als Harvey Smithfield, der Anwalt der Familie Ewing, in der Serie Dallas zu sehen. Sein Schaffen für Film und Fernsehen umfasst mehr als 140 Produktionen.
Der Schauspieler war bis zu seinem Tod mit Patricia Pope verheiratet. Aus der Ehe gehen zwei Kinder hervor. George O´Petrie starb an seinem 85. Geburtstag.

## Filmografie (Auswahl)
- 1944: Winged Victory
- 1947: Bumerang (Boomerang)
- 1949: Swiss Tour
- 1952: Die Söhne der drei Musketiere (At Sword’s Point)
- 1953–1957: The Jackie Gleason Show (Fernsehserie, 54 Folgen)
- 1955–1956: The Honeymooners (Fernsehserie, 14 Folgen)
- 1961: Tausend Meilen Staub (Rawhide, Fernsehserie, Folge 4x04)
- 1961/1962: Surfside 6 (Fernsehserie, 2 Folgen)
- 1961/1962: Cheyenne (Fernsehserie, 2 Folgen)
- 1961–1962: 77 Sunset Strip (Fernsehserie, 3 Folgen)
- 1961/1964: The Andy Griffith Show (Fernsehserie, 2 Folgen)
- 1962: Bronco (Fernsehserie, 2 Folgen)
- 1962: Gypsy – Königin der Nacht (Gypsy)
- 1962: The Real McCoys (Fernsehserie, Folge 6x09)
- 1962/1963: Hawaiian Eye (Fernsehserie, 2 Folgen)
- 1963: Twilight Zone (Fernsehserie, Folge 4x01 Wie ein Spiegelbild)
- 1963: Erwachsen müßte man sein (Leave It to Beaver, Fernsehserie, 2 Folgen)
- 1963: Der Wildeste unter Tausend (Hud)
- 1963: Wall of Noise
- 1963: Meine drei Söhne (My Three Sons, Fernsehserie, Folge 4x13)
- 1963: Perry Mason (Fernsehserie, Folge 7x12)
- 1963: The Alfred Hitchcock Hour (Fernsehserie, 2 Folgen)
- 1964: Dr. Kildare (Fernsehserie, 2 Folgen)
- 1964: Der schwarze Kreis (Dead Ringer)
- 1964: Mr. Ed (Mister Ed, Fernsehserie, Folge 4x18)
- 1964: Die Revolverhand (He Rides Tall)
- 1964: Bonanza (Fernsehserie, Folge 5x30)
- 1964: Die Leute von der Shiloh Ranch (The Virginian, Fernsehserie, Folge 3x06)
- 1964/1966: The Addams Family (Fernsehserie, 2 Folgen)
- 1965: Preston & Preston (The Defenders, Fernsehserie, Folge 4x23)
- 1966: The Munsters (Fernsehserie, Folge 2x25)
- 1966: Geächtet (Branded, Fernsehserie, Folge 2x27)
- 1966–1969: The Jackie Gleason Show (Fernsehserie, 10 Folgen)
- 1968: Verrückter wilder Westen (The Wild Wild West, Fernsehserie, Folge 3x22)
- 1968: Hochzeitsnacht vor Zeugen (What’s So Bad About Feeling Good?)
- 1970: Verflucht bis zum jüngsten Tag (The Molly Maguires)
- 1970: Hawaii Fünf-Null (Hawaii Five-O, Fernsehserie, Folge 2x20)
- 1970: Rauchende Colts (Gunsmoke, Fernsehserie, Folge 15x22)
- 1970–1972: Der Chef (Ironside, Fernsehserie, 3 Folgen)
- 1975: Die Straßen von San Francisco (The Streets of San Francisco, Fernsehserie, Folge 4x13)
- 1975–1976: Petrocelli (Fernsehserie, 2 Folgen)
- 1976: Die Küste der Ganoven (Barbary Coast, Fernsehserie, Folge 1x13)
- 1976: Maude (Fernsehserie, Folge 5x04)
- 1976: Pazifikgeschwader 214 (Baa Baa Black Sheep, Fernsehserie, Folge 1x10)
- 1977: …die keine Gnade kennen (Raid on Entebbe)
- 1977: Tail Gunner Joe (Fernsehfilm)
- 1977: One Day at a Time (Fernsehserie, Folge 2x18)
- 1977: Telefon
- 1978: The Other Side of the Mountain Part 2
- 1978: Notruf California (Emergency!, Fernsehserie, Folge 7x03)
- 1978: Die Zwei mit dem Dreh (Switch, Fernsehserie, Folge 3x19)
- 1978: Feuer aus dem All (A Fire in the Sky, Fernsehfilm)
- 1978: Love Boat (Fernsehserie, Folge 2x12)
- 1979: The Amazing Spider-Man (Fernsehserie, Folge 2x06)
- 1979–1991: Dallas (Fernsehserie, 52 Folgen)
- 1981: Unsere kleine Farm (Little House on the Prairie, Fernsehserie, Folge 8x05)
- 1981–1983: Quincy (Fernsehserie, 3 Folgen)
- 1982: Der Denver-Clan (Dynasty, Fernsehserie, Folge 2x13)
- 1982: Cagney & Lacey (Fernsehserie, Folge 1x04)
- 1982: Die Blauen und die Grauen (The Blue and the Gray, Miniserie, Folge 1x01)
- 1983: Polizeirevier Hill Street (Hill Street Blues, Fernsehserie, Folge 3x19)
- 1983: Hart aber herzlich (Hart to Hart, Fernsehserie, Folge 4x22)
- 1983: Wavelength
- 1983: The Day After – Der Tag danach (The Day After, Fernsehfilm)
- 1984: Herzbube mit zwei Damen (Three’s Company, Fernsehserie, Folge 8x15)
- 1985: Knight Rider (Fernsehserie, Folge 4x05)
- 1986: Chefarzt Dr. Westphall (St. Elsewhere, Fernsehserie, 2 Folgen)
- 1987: Baby Boom – Eine schöne Bescherung (Baby Boom)
- 1987: Ein Ticket für Zwei (Planes, Trains and Automobiles)
- 1987–1988: Still the Beaver (The New Leave It to Beaver, Fernsehserie, 2 Folgen)
- 1988–1990: Kampf gegen die Mafia (Wiseguy, Fernsehserie, 9 Folgen)
- 1990: Wer ist hier der Boss? (Who’s the Boss?, Fernsehserie, Folge 6x20 Das Duett der Großväter)
- 1990: Tom Sawyer und Huckleberry Finn – Die Rückkehr nach Hannibal (Back to Hannibal: The Return of Tom Sawyer and Huckleberry Finn, Fernsehfilm)
- 1990: The Young Riders (Fernsehserie, Folge 2x06)
- 1991: Harrys wundersames Strafgericht (Night Court, Fernsehserie, Folge 8x21)
- 1992: Eine ganz normal verrückte Familie (Folks!)
- 1994: L.A. Law – Staranwälte, Tricks, Prozesse (L.A. Law, Fernsehserie, Folge 8x15)
- 1994–1996: Verrückt nach dir (Mad About You, Fernsehserie, 10 Folgen)
- 1996: Drew Carey Show (The Drew Carey Show, Fernsehserie, Folge 1x19)
- 1996: Dallas – J.R. kehrt zurück (Dallas: J.R. Returns, Fernsehfilm)